# P. V. Sindhu
Pusarla Venkata Sindhu (Haiderabad, 5 juli 1995) is een Indiaas badmintonster. Ze is de dochter van P. V. Ramana en P. Vijaya, beide volleyballers.
In 2010, 2014 en 2016 ze maakte deel uit van de Indiase ploeg in de mondiale Uber Cup. In 2010, in de kwartfinales werden uitgeschakeld door China, en behaalde de vijfde plaats. In 2014, in de halve finales werden uitgeschakeld door Japan, en behaalde de derde plaats. In 2016, in de halve finales werden opnieuw uitgeschakeld door China, en behaalde de derde plaats.
Op de wereldkampioenschappen van 2013 en 2014, behaalde ze de bronzen medaille en op de wereldkampioenschappen van 2017 en 2018 behaalde ze de zilveren medaille. In 2019 werd ze ten slotte wereldkampioen enkelspel.
Op de Olympische Zomerspelen van 2016 in Rio de Janeiro werd zij de eerste Indiase vrouw die een olympische medaille won. Ze was een finalist in het vrouwenenkelspel, maar ze werd verslagen door de Spaanse Carolina Marín.

## Medailles op Olympische Spelen en wereldkampioenschappen
| Logo van de Olympische Spelen | Onderdeel         | Resultaat |
| ----------------------------- | ----------------- | --------- |
| 2016                          | Vrouwen enkelspel | Zilver    |
| 2021                          | Vrouwen enkelspel | Brons     |
| WK                            | Onderdeel         | Resultaat |
| 2013                          | Vrouwen enkelspel | Brons     |
| 2014                          | Vrouwen enkelspel | Brons     |
| 2017                          | Vrouwen enkelspel | Zilver    |
| 2018                          | Vrouwen enkelspel | Zilver    |
| 2019                          | Vrouwen enkelspel | Goud      |